# Wrexham Central
Wrexham Central (ang: Wrexham Central railway station, walijski: Wrecsam Canolog) – stacja kolejowa w miejscowości Wrexham, w hrabstwie Wrexham, w Walii. Jest to jedna z dwóch stacji obsługujących obszar Wrexham. Peron może pomieścić trzy wagony pociągu spalinowego, ale istnieje możliwość rozbudowy peronu. Jest południowym krańcem Borderlands Line, znanej również jako linii Wrexham-Bidston, która łączy północno-wschodnią Walii z Merseyside.
Obecna stacja została zbudowana w 1998 roku wewnątrz dużego centrum handlowego w centrum miasta Wrexham znanym jako Island Green. Zastąpiła ona pierwszą centralną stację, otartą w dniu 1 listopada 1887 roku, która znajdowała się 250 metrów na wschód. Ta stacja została zamknięta w dniu 23 listopada 1998 roku i została zastąpiona przez duże centrum handlowe.

## Połączenia
Stacja obsługiwana jest połączeniami co godzinę do Shotton i Bidston od poniedziałku do soboty, natomiast w godzinach wieczornych to połączenie jest wykonywane w takcie dwugodzinnym. Połączenia do Birkenhead i Liverpoolu są dostępne w Bidston.
Istnieje ograniczona liczba kursów (w sumie pięć pociągów) w niedziele.

## Linie kolejowe
- Borderlands Line